# La Machine à assassiner
La Machine à assassiner est un roman policier de Gaston Leroux, paru en 1923, qui fait suite à La Poupée sanglante.

## Historique
Le roman paraît, sous le titre La Poupée sanglante, 2e partie : Gabriel, en 41 feuilletons quotidiens du journal Le Matin entre le 10 août et le 19 septembre 1923. L'œuvre est reprise en volume l'année suivante chez Tallandier. 
Bien que La Machine à assassiner ait été publiée initialement dans un volume indépendant, la plupart des éditions modernes l'incluent à la suite de La Poupée sanglante en ne conservant que ce dernier titre sur la couverture. 